# 유리어치
유리어치(학명: Garrulus lidthi)는 참새목 까마귀과 어치속에 속하는 일본 토종 조류의 일종이다. 몸길이는 평균 38cm로, 같은 속에 속하는 친척 어치보다 조금 더 크며, 부리와 꼬리 길이 역시 더 길다. 얼굴깃은 검은색, 머리깃과 날개깃은 진한 청색, 몸통 깃은 갈색이다. 아마미오시마·도쿠노섬의 아열대림 지역 등 일본 열도 내에서도 극히 협소한 서식지에서만 분포하며, 일본에서는 천연기념물로서 보호하고 있다.